# Snart randas en dag, så härlig och stor
Snart randas en dag, så härlig och stor är en psalm med text och musik skriven 1890 av Andrew L. Skoog. Texten bearbetades 1986 av Sven Larson.

## Publicerad i
- Psalmer och Sånger 1987 som nr 740 under rubriken "Framtiden och hoppet - Kristi återkomst".[1]